# Lake Matiri
Der Lake Matiri ist ein See in der Region des Tasman District auf der Südinsel von Neuseeland.

## Geographie
Der Lake Matiri befindet sich rund 3,5 km südöstlich der Matiri Range und rund 6 km nordwestlich der Blue Cliffs Ridge. Der See, der eine Nord-Süd-Ausrichtung zwischen bis zu 1320 m hohen Bergen besitzt und selbst auf einer Höhe von 343 m anzutreffen ist, verfügt über eine Flächenausdehnung von 49,1 Hektar und einen Umfang von rund 3,94 m. Die Länge des Sees beträgt rund 1,43 km und an der breitesten Stelle misst das Gewässer rund 500 m in Ostwest-Richtung.
Gespeist wird der See von Norden kommend vom Matiri River und von einigen von Westen und Osten zutragenden Gebirgsbächen. Der Matiri River entwässert den See an seinem südlichen Ende in Richtung des Buller River.

## Stromerzeugung
Rund 180 m südsüdwestlich des Abfluss vom See wird ein Teil des Wassers durch ein Wehr aufgefangen und über eine 2,4 km lange Rohrleitung zu dem knapp 2,4 km südsüdwestlich gelegenen kleinen Kraftwerk geschickt. Dort kann eine 4,8 GW Francis Turbine eine möglich Jahresleistung von 28 GWh erzeugen, genug, um knapp 4000 Haushalte mit Strom zu versorgen.

## Lake Matiri Track
Der See ist von Süden aus über den Lake Matiri Track zu erreichen, der am nördlichen Ende der Matiri West Bank Road startet und nördlich von Murchison in Tal des Matiri River führt. Am See liegend lädt die Lake Matiri Hut für eine Übernachtung ein. Der Wanderweg hat eine Gesamtlänge von 7,75 km und soll 1,5 Stunden Fußmarsch beanspruchen. Von der Hütte aus geht dann der Weg noch knapp 800 m weiter nach Norden bis zu einer Weggabelung, von der aus der Matiri Valley Track weiter nach Norden führt und der nach Nordnordost abzweigende Wanderweg in die Hochebene der Matiri Range und zum 1000 Acre Plateau führt.